# Kristianstads län

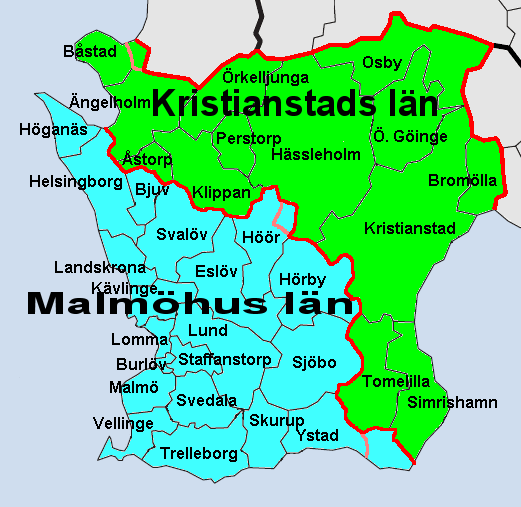
Oude opdeling van het huidige Skåne län

Kristianstads län is een voormalige provincie in Zweden. Kristianstads län ging in 1997 samen met Malmöhus län tot Skåne län. De plaats van residentie van de gouverneur was Kristianstad.

## Gemeenten
De volgende gemeenten hoorden tot Kristianstads län:
| - Bromölla - Båstad - Hässleholm - Klippan - Kristianstad - Osby - Perstorp | - Simrishamn - Tomelilla - Åstorp - Ängelholm - Örkelljunga - Östra Göinge |